# Udaipura
Udaipura è una suddivisione dell'India, classificata come nagar panchayat, di 13 790 abitanti, situata nel distretto di Raisen, nello stato federato del Madhya Pradesh. In base al numero di abitanti la città rientra nella classe IV (da 10 000 a 19 999 persone).

## Geografia fisica
La città è situata a 23° 4' 60 N e 78° 30' 0 E e ha un'altitudine di 320 m s.l.m..

## Società

### Evoluzione demografica
Al censimento del 2001 la popolazione di Udaipura assommava a 13 790 persone, delle quali 7 399 maschi e 6 391 femmine. I bambini di età inferiore o uguale ai sei anni assommavano a 2 122, dei quali 1 113 maschi e 1 009 femmine. Infine, coloro che erano in grado di saper almeno leggere e scrivere erano 8 967, dei quali 5 337 maschi e 3 630 femmine.